# Мишустин, Василий Иванович
Мишу́стин Васи́лий Ива́нович (20 декабря 1916, с. Пушкарное, Курская губерния — 22 сентября 1999, Киев) — советский лётчик-ас, гвардии полковник, Герой Советского Союза (1945).

## Биография
Родился в 1916 году в с. Пушкарное (ныне в составе городского поселения «город Короча» Корочанского района Белгородской области). Окончил школу ФЗУ г. Магнитогорска (ныне Профессиональное училище № 97). Работал на комбинате слесарем прокатного стана «500», одновременно учился в аэроклубе.
В 1937 году призван в армию; в октябре 1940 года окончил 8-ю Одесскую военную авиационную школу пилотов имени П. Д. Осипенко. В боях с немецко-фашистскими захватчиками участвовал с 22 июня 1941 года: на Северном Кавказе, под Харьковом, Киевом, на Курской дуге. Гвардии майор, командир авиаэскадрильи 88-го гвардейского истребительного авиаполка 8-й гвардейской истребительной авиационной дивизии. В 1942 г. вступил в ВКП(б).
1 августа 1942 года на самолёте ЛаГГ-3, будучи командиром звена 166-го истребительного авиационного полка (Северо-Кавказский фронт), в воздушном бою в районе города Майкопа (Краснодарский край) сбил самолёт противника, на обратном пути — ещё один Me-110. Когда кончились боеприпасы, таранил Me-109; приземлился на парашюте.
Совершил 388 боевых полетов, участвовал в 68 воздушных боях, сбил лично 16 вражеских самолётов и в групповом бою — 8. Штурмовыми действиями по войскам противников уничтожил 13 автомашин с войсками и грузами, 2 паровоза, 17 вагонов, 2 цистерны с горючим, взорвал мост и уничтожил до 175 солдат и офицеров противника.
За образцовое выполнение боевых заданий на фронте и проявленные при том отвагу и героизм командир эскадрильи 88-го гвардейского истребительного авиационного полка 8-й гвардейской истребительной авиационной дивизии 5-го истребительного авиационного корпуса 2-й воздушной армии гвардии майор Мишустин Василий Иванович 27 июня 1945 года Указом Верховного Совета СССР удостоен звания Герой Советского Союза (Золотая Звезда № 6580).
В 1949 окончил Краснодарскую высшую авиационную школу штурманов; продолжал службу в ВВС. В 1961 году в звании гвардии полковника уволен в запас. Жил и работал в Киеве. Похоронен на Байковом кладбище.

## Награды
- Медаль «Золотая Звезда»;
- два ордена Ленина;
- три ордена Красного Знамени;
- орден Александра Невского;
- орден Отечественной войны I степени;
- медали.